# Theresiakapel (Hoogkerk)
De Theresiakapel of Kapel van de heilige Theresia van het kindje Jezus is een rooms-katholieke kapel in Hoogkerk, een dorp in en een wijk van de stad Groningen.
De kapel, die aan de Zuiderweg staat, dateert uit 1927 en is ontworpen door de Groninger architect A.Th. van Elmpt (1866-1953). Het kerkje, gewijd aan Theresia van Lisieux, werd gebouwd ten behoeve van uit Brabant afkomstige katholieke arbeiders van de suikerfabriek in Hoogkerk en tevens voor de katholieke inwoners van dit dorp, die tot de bouw van de kapel niet in Hoogkerk zelf de mis konden bezoeken. De Theresiakapel werd officieel ingewijd en in gebruik genomen op 1 februari 1929. Oorspronkelijk viel het kerkje onder de parochie Zuidhorn, tot het in 1970 werd verheven tot zelfstandige parochie-vicari.
In 1970 werd door de katholieken belangstelling uitgesproken voor het gebruiken van de kerk van Leegkerk, die toen werd gerestaureerd, omdat de gemeente eigenlijk te groot werd voor de Theresiakapel. Sindsdien nam het aantal kerkbezoekers echter af. In 2007 waren er nog maar 30 kerkgangers en werd de gemeente opgeheven. De resterende kerkgangers gaan sindsdien naar de katholieke San Salvatorkerk van De Wijert.
De kapel is sindsdien een gemeentelijk monument. De vereniging Hart van Hoogkerk kondigde in 2012 aan in het gebouw onder meer culturele activiteiten te willen gaan organiseren. In maart 2022 werd in het gebouw restaurant Noor geopend.